# Angers SCO
Angers Sporting Club de l'Ouest är en fransk fotbollsklubb från Angers. Klubben grundades 1919 och spelar sedan säsongen 2023/2024 i Ligue 2. Hemmamatcherna spelas på Stade Jean Bouin. Klubben noterades för finalförluster i Coupe de France 1957 (3-6 mot Toulouse FC). och 2017 (0-1 mot Paris SG).

## Spelare

### Truppen 2023/2024
| Nr | Land      | Pos | Namn                 |
| -- | --------- | --- | -------------------- |
| 2  | Tunisien  | F   | Yan Valery           |
| 5  | Frankrike | F   | Marius Courcoul      |
| 7  | Senegal   | A   | Ibrahima Niane       |
| 8  | Senegal   | MF  | Joseph Lopy          |
| 9  | Frankrike | A   | Loïs Diony           |
| 10 | Algeriet  | MF  | Himad Abdelli        |
| 11 | Frankrike | A   | Sidiki Chérif        |
| 12 | Frankrike | MF  | Zinédine Ould Khaled |
| 14 | Marocko   | MF  | Yassin Belkhdim      |
| 15 | Frankrike | MF  | Pierrick Capelle     |
| 16 | Frankrike | MV  | Melvin Zinga         |
| 17 | Frankrike | A   | Justin Kalumba       |
| 19 | Frankrike | A   | Esteban Lepaul       |

| Nr | Land            | Pos | Namn              |
| -- | --------------- | --- | ----------------- |
| 20 | Algeriet        | MF  | Zinedine Ferhat   |
| 21 | Frankrike       | F   | Jordan Lefort     |
| 22 | Benin           | F   | Cédric Hountondji |
| 23 | Frankrike       | A   | Adrien Hunou      |
| 25 | Elfenbenskusten | F   | Abdoulaye Bamba   |
| 26 | Frankrike       | MF  | Florent Hanin     |
| 27 | Frankrike       | F   | Lilian Raolisoa   |
| 28 | Algeriet        | A   | Farid El Melali   |
| 29 | Frankrike       | F   | Ousmane Camara    |
| 30 | Elfenbenskusten | MV  | Yahia Fofana      |
| 45 | Frankrike       | A   | Noah Nadje        |
| 70 | Algeriet        | F   | Yacine Gaya       |

### Utlånade spelare
| Nr | Land                    | Pos | Namn                                               |
| -- | ----------------------- | --- | -------------------------------------------------- |
|    | Bosnien och Hercegovina | F   | Halid Šabanović (i Valenciennes till 30 juni 2024) |

| Nr | Land     | Pos | Namn                                               |
| -- | -------- | --- | -------------------------------------------------- |
|    | Kroatien | A   | Marin Jakoliš (i Melbourne City till 30 juni 2024) |